# Beaurepaire, Isère
Beaurepaire är en kommun i departementet Isère i regionen Auvergne-Rhône-Alpes i sydöstra Frankrike. Kommunen ligger i kantonen Beaurepaire som tillhör arrondissementet Vienne. År 2022 hade Beaurepaire 5 007 invånare.

## Befolkningsutveckling
Antalet invånare i kommunen Beaurepaire
Referens:INSEE